# Асовица
Асовица — село в Комаричском районе Брянской области России. Входит в состав Игрицкого сельского поселения.

## География
Село находится в юго-восточной части Брянской области, в зоне хвойно-широколиственных лесов, на берегах реки Печёры, к востоку от автодороги М3, на расстоянии примерно 18 километров (по прямой) к юго-западу от посёлка городского типа Комаричи, административного центра района. Абсолютная высота — 185 метров над уровнем моря.

### Климат
Климат характеризуется как умеренно континентальный, с умеренно холодной зимой и тёплым летом. Среднегодовая многолетняя температура воздуха составляет 4,7 — 6,3 °С. Средняя температура воздуха самого тёплого месяца (июля) — 18,4 °C (абсолютный максимум — 35,8 °C); самого холодного (января) — −8,5 °C (абсолютный минимум — −38,5 °C). Вегетационный период (со среднесуточной температурой воздуха выше 5 °C) длится в среднем 180—190 дней. Среднегодовое количество атмосферных осадков составляет 670 мм, из которых большая часть выпадает в тёплый период. Снежный покров держится в течение 125 дней.

### Часовой пояс
Село Асовица, как и вся Брянская область, находится в часовой зоне МСК (московское время). Смещение применяемого времени относительно UTC составляет +3:00.

## Население
| 2010 | 2013 |
| ---- | ---- |
| 355  | ↘341 |

### Национальный состав
Согласно результатам переписи 2002 года, в национальной структуре населения русские составляли 94 % из 350 чел.